# Lovro Radonić
Lovro Radonić (* 25. Februar 1928 in Korčula; † 31. Juli 1990 in Rijeka) war ein jugoslawischer Wasserballspieler, der mit der Wasserball-Nationalmannschaft zwei olympische Silbermedaillen gewann.  Bei Wasserball-Europameisterschaften gewann er mit dem Nationalteam 1950 Bronze sowie 1954 und 1958 Silber.

## Karriere
Lovro Radonić spielte für KPK aus Korčula und für VK Mornar Split. Mit Mornar Split wurde er fünfmal jugoslawischer Meister.
1950 fand die Europameisterschaft in Wien statt. Es siegte die niederländische Mannschaft vor Schweden und Jugoslawen, die Schweden wiesen bei Punktgleichheit die bessere Tordifferenz gegenüber den Jugoslawen aus. Bei den Olympischen Spielen 1952 in Helsinki gewannen die Jugoslawen ihre Vorrundengruppe vor den Niederländern. In der Finalrunde siegten die Ungarn vor den Jugoslawen und den Italienern. Der direkte Vergleich zwischen den Ungarn und den Jugoslawen hatte Unentschieden mit 2:2 geendet, Die Ungarn erhielten die Goldmedaille dank ihrer Tordifferenz. Radonić war in neun Spielen dabei. Zwei Jahre später bei der Europameisterschaft 1954 in Turin gewannen die Ungarn wieder mit der besseren Tordifferenz vor den Jugoslawen. Lovro Radonić warf in der Finalrunde einen Treffer gegen die Niederländer.
1956 beim Olympiaturnier in Melbourne gewannen einmal mehr die Ungarn vor den Jugoslawen. Diesmal unterlagen die Jugoslawen im direkten Vergleich mit 1:2. Radonić wurde in sechs Spielen eingesetzt. Bei der Europameisterschaft 1958 in Budapest siegten die Ungarn. Zwischen den Jugoslawen, der Mannschaft der Sowjetunion und den Italienern, die punktgleich waren, entschied das Torverhältnis zugunsten der Jugoslawen. Im Jahr darauf siegte die jugoslawische Mannschaft bei den Mittelmeerspielen 1959 in Beirut vor den Italienern.
Bei den Olympischen Spielen 1960 in Rom trat Radonić nicht als Wasserballspieler, sondern als Schwimmer an. In den Vorläufen über 200 Meter Schmetterling schwamm er die 34. Zeit und schied damit als Letzter aus.
Nach seiner Aktivenlaufbahn war Lovro Radonić vier Jahre im Trainerstab der jugoslawischen Nationalmannschaft tätig.